# تنب بزرگ
جزیره تُنب بزرگ (تمب بزرگ) جزیره‌ای ایرانی در خلیج فارس است. این جزیره براساس تقسیمات کشوری بخشی از شهرستان ابوموسی در استان هرمزگان است. تنب بزرگ در اسفند ۱۴۰۲ به شهر ارتقاء یافت.

## موضع سازمان ملل
امارات متحده عربی از اقدام ایران در گشایش دو دفتر دریایی در جزیره ابوموسی به سازمان ملل متحد شکایت کرد و این اقدام تهران را نقض تفاهم نامه دو کشور خوانده‌است.
به گزارش خبرگزاری رسمی امارات، وام، دولت امارات متحده عربی در نامه ای به بن کی مون، دبیرکل سازمان ملل نوشته‌است: «اقدام غیر مشروع ایران [در بازگشایی دفاتر دریایی در جزیره ابو موسی] نقض یادداشت تفاهم امضا شده و تلاشی به منظور تغییر وضعیت قانونی این جزیره است.»
پس از خروج بریتانیا از منطقه در سال ۱۹۷۱ و براساس توافقنامه ای که در این سال به امضا رسید مالکیت جزایر تنب کوجک و بزرگ و ابوموسی به ایران واگذار شد. در آن سال ۱۹۷۱ ایران یک روز پیش از آنکه امارات از تحت الحمایگی بریتانیا خارج شود، براساس توافق سه جانبه با امیر نشین شارجه و بریتانیا نیروهای خود را در جزیره ابوموسی مستقر کرد.
اما در سال‌های گذشته، امارات و کشورهای حاشیه خلیج فارس اعلام کرده‌اند که این جزایر متعلق به امارات است.
ایران می‌گوید که حاضر است برای رفع سوء تفاهم با امارات مذاکره کند، اما امارات خواستار حضور یک میانجی در مذاکره است.
سعاده انور عثمان الباروت، نماینده امارات در سازمان ملل متحد، روز پنجشنبه، متن نامه به دبیرکل سازمان ملل را در مقر این سازمان توزیع کرد.
در ادامه نامه امارات به دبیرکل سازمان ملل آمده‌است: «این تفاهم نامه نه به ایران حق حاکمیتی بر این جزیره یا بر بخشی از آن می‌دهد و نه برای ایران حق استقرار سازوکار امنیتی قائل است.»
تلویزیون دولتی ایران مرداد ماه گذشته اعلام کرده بود که تهران دفاتری را برای ثبت کشتی‌ها و امور دریایی در جزیره ابوموسی تأسیس کرده‌است.
به دنبال اعلام این خبر، امارات متحده عربی کاردار ایران در ابوظبی را احضار و به این اقدام ایران اعتراض کرد.
حسن قشقاوی سخنگوی وزارت امور خارجه ایران در واکنش به اعتراض امارات، ضمن تأکید بر ایرانی بودن جزیره ابوموسی اعلام کرد: «جمهوری اسلامی ایران همواره اعلام کرده‌است که هرگونه سوء تفاهم در مورد ترتیبات اجرائی در جزیره ابوموسی در چارچوب یادداشت تفاهم ۱۹۷۱ و براساس گفت وگوی دو جانبه قابل حل است.»
پس از آن عبدالرحمان العطیه، دبیرکل شورای همکاری خلیج فارس هم در بیانیه ای اقدام ایران را محکوم کرد و گفت، جزیره‌های تنب بزرگ، تنب کوچک و ابو موسی متعلق به امارات متحده عربی است و توسط ایران اشغال شده‌اند.
سه جزیره ابوموسی، تنب بزرگ و تنب کوچک در دهانه تنگه هرمز قرار دارند و علاوه بر موقعیت استراتژیک، به دلیل این که کشتی‌های نفتکش به علت کم عمق بودن خلیج فارس تنها باید از مسیر میان این جزیره‌ها عبور کنند، موقعیت ویژه ای دارند.
چهار کشور عرب منطقه پس از استقلال امارات در اوایل دهه ۷۰ میلادی، در نامه ای به شورای امنیت سازمان ملل، بر جزایر ابوموسی، تنب بزرگ و کوچک ادعای مالکیت کردند و خواستار رسیدگی سازمان ملل به این ادعا شدند.
اما شورای امنیت در دسامبر ۱۹۷۱ درخواست امارات را از دستور کار خود خارج کرد و رسیدگی به آن را نپذیرفت.
از سال ۱۹۹۲ این جزایر باردیگر مورد ادعای ارضی امارات متحده قرار گرفته‌است.
ایران همواره ادعای امارات را رد کرده‌است و این جزایر را جزئی جداناپذیر از خاک خود دانسته‌است

## موقعیت جغرافیایی

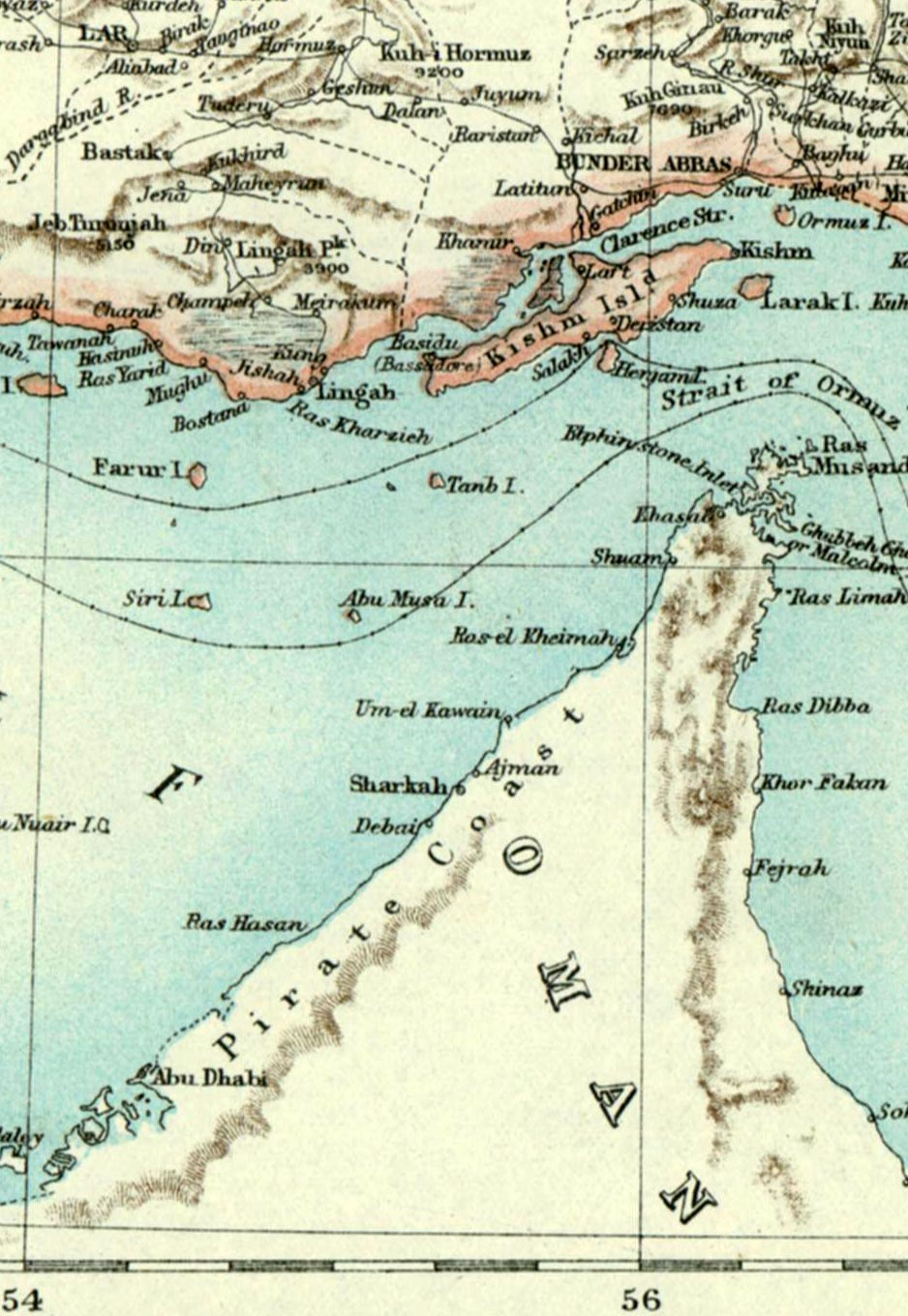
نقشه‌ای از سال ۱۲۷۱ که تنب بزرگ را بخشی از ایران نشان می‌دهد. دو خط‌چین موازی خطوط تلگراف دریایی هستند.

این جزیره با وسعت حدود یازده کیلومترمربع در جنوب جزیره قشم واقع‌شده که از جنوب به جزیره ابوموسی از شرق به عمان و از غرب به تنب کوچک ختم می‌شود.
فاصله این جزیره تا قشم ۳۱ تا تنب کوچک ۱۲ تا ابوموسی ۵۰ و تا جزیره الحمرائ در رأس‌الخیمه ۸۲ کیلومتر است. این جزیره در فاصله ۲۲٫۵ کیلومتری (۱۴ مایلی) از جنوب‌غربی جزیره قشم، در فاصله ۱۵۶ کیلومتری (۹۷ مایلی) از شهر بندرعباس، مرکز استان هرمزگان و در فاصله ۴۳٫۵ کیلومتری (۲۷ مایلی) از شمال‌شرق جزیره ابوموسی واقع شده‌است. طول و عرض آن ۳٬۹ در ۳٬۷۵ کیلومتر و مساحت آن ۱۰٬۳ کیلومتر مربع می‌باشد و مرتفع‌ترین نقطه جزیره تنب بزرگ ۵۳ متر از سطح دریا ارتفاع دارد.
این جزیره میانَ ۳۴°۵۵ وَ ۲۸°۵۵ طول غربی وَ ۳۰°۲۶ وَ ۳۴°۲۶ عرض شمالی، و در ۳۱ کیلومتری جنوب جزیره قشم واقع است و این کوتاهترین فاصله جزیره تنب با خاک اصلی ایران است. فاصله این جزیره از بندر لنگه کمتر از ۵۰ کیلومتر و از جزیره ابوموسی حدود ۵۳ کیلومتر است.
تنب بزرگ در پانزده کیلومتری شمال خط مُنَصِّف خلیج فارس (خط میانی محاسبه شده نسبت به دو کرانه ایرانی و عربی در شمال و جنوب) قرار دارد و فاصله‌اش با نزدیک‌ترین کرانه‌های امارات متحده عربی (جزیره حمرا/ جزیره الحمراء از امیرنشین رأس‌الخیمه) ۶۹ کیلومتر است. این جزیره تقریباً گِرد و قطر آن در حدود چهار کیلومتر است. خاک جزیره شنی و خشک است. این جزیره تپه‌هایی دارد که بلندترین آن‌ها (ارتفاع: ۵۳ متر) در بخش شمالی واقع است. بخش جنوبی هموار، و مناسب‌ترین لنگرگاه جزیره است. در این بخش گیاهان صحرایی می‌روید که به مصرف چرای دام‌های محلی می‌رسد. (کتاب جزیره تاریخی تنب بزرگ-انتشارات تعالی اندیشه - تهران)

## نام
تنب و تمب در منابع ایرانی و خارجی بکار رفته و درست‌تر آن تمب واژهٔ فارسی سره‌ای است که در گویش‌های محلی نیمروز ایران شامل اچمی، بیقه ای، لامردی ،بندری، تنگستانی و دشتستانی به معنای تپه و تَل به کار می‌رود. از آنجا که دریانوردان محلی در هنگام نزدیک شدن به این جزایر آن‌ها را به شکل تپه‌ای در میان آب می‌دیدند، هر دو جزیره را تمب نامیدند. هنوز هم مردم ساحل‌نشین بندرعباس و بندر لنگه جزیرهٔ بزرگ‌تر را در گویش محلی تمب گپ، به معنای تمب بزرگ و جزیرهٔ کوچک‌تر را تمبو به معنای تمب کوچک می‌نامند. املای صحیح و فارسی آن نیز تمب است و در کهن‌ترین نوشته اروپایی نیز این نام به صورت تمون و تمبو یادشده‌است. در نامه‌نگاری‌های اداری دوره پایانی قاجار نیز این جزایر به نام «تامب» و تمب یاد شده‌است. برای وجود مارهای سمی خطرناک در تنب بزرگ این جزیره تنب مار نیز خوانده شده‌است.
کهن‌ترین متن تاریخی که در آن نام «تمب» آمده، کتاب «الفوائد فی اصول علم البحر و القواعد» اثر ابن ماجد، دریانورد مشهور سده‌های ۹–۱۰ق است.

## پیشینه موضوع مالکیت

### جزایر سه‌گانه در دروه قاجار
سند تأکید حاکمیت ایران بر جزایر سه‌گانه در زمان ناصرالدین شاه در سال ۱۸۸۷م
سلمان قاسمیان با رجوع به هوشنگ مهدوی می‌نویسد:
«تجدید حاکمیت ایران بر لنگه در سال ۱۸۸۷م/۱۳۰۵ ه‍. ق، و تحقیقات احمد خان دریابیگی و فرستادن این موارد به دربار ناصر الدین شاه و صدر اعظم او - امین السلطان از دیدگاه مقامات انگلیسی یک شوک سیاسی بود. نماینده سیاسی که مخفیانه از این نامه آگاهی یافته بود، آن را برای وزیر مختار انگلستان در تهران فرستاد. آنچه از این بر می‌آید این نخستین سندی است که ایران به گونه‌ای رسمی بر حاکمیت دیرین خود بر جزایر تأکید نموده و به دست مقامات انگلیسی رسانیده‌است. این نامه مقامات انگلیسی را نسبت به آینده موقعیت خود در خلیج فارس نگران نمود. همزمان، پرچم ایران بر سیری برافراشته شد. شارجه نیز حضور نیروهای ایرانی در این جزیره را مورد اعتراض قرار داد. این اعتراض با در خواست انگلستان از ایران مبنی بر پایین آوردن پرچم خود از این جزیره همراه بود. اما انگلستان در سال ۱۸۸۸م/۱۳۰۵ ه‍.ق موقعیت ایران در سیری را به رسمیت شناخت و نسبت به اعلامیه ایران که جزایر چهارگانه را جزئی از سرزمین خود دانسته بود اعتراضی ننمود. وزیر مختار انگلستان در تهران نیز در ژوئیه همان سال موضع ایران را پذیرفت و به علاوه نسخه‌ای از نقشه ۱۸۸۶ م/۱۳۰۳ه‍. ق، شعبه اطلاعات وزارت جنگ انگلستان که در آن جزایر مذکور به رنگ خاک ایران بود را به شاه داد.[۱۳]شاه در جواب او گفت که این نقشه مانع از بحث ما به نفع شیوخ متصالح است. این نقشه در سال ۱۸۹۱ م/۱۳۰۸ ه‍.ق چاپ دوباره شد. در سال‌های ۱۸۹۲ م/ ۱۳۰۹ ه‍.ق و ۱۸۹۷ م/۱۳۱۴ه‍.ق به دستور لرد کرزن نقشه‌هایی از ایران تهیه شد و در این‌ها نیز جزایر یاد شده بخشی خاک ایران هستند.»
نامه مظفرالدین شاه در رابطه با تمب و ابو موسی در سال ۱۹۰۴
در این حال، مظفرالدین شاه طی فرمانی توسط عین الدوله صدر اعظم به وزیر امور خارجه مورخ ۲۲ ربیع‌الثانی ۱۳۲۲ [۶ ژوئیه ۱۹۰۴م / ۱۵ تیر ۱۲۸۳] نوشت:
«در خصوص تمب و ابوموسی… با این که دولت علیه این دو محل را که ملک ثابت خود می‌داند… و از دریابیگی و معین‌التجار هم که احتمال قوی می‌رود مستندات این کار را بدانند یا بتوانند تحصیل نمایند هم جداً خواهید خواست که هر سندی بتوانند به دست بیاورند یا دلیلی اقامه نمایند به اطلاع جناب مستطاب عالی برسانند که به لندن مرقوم بنمایید…"

## مالکیت جزیره تنب در حال حاضر

استقبال شیخ محمد القاسمی، حاکم شارجه از فرماندهان ارتش ایران در ناو آرتمیس در روز بازگشت جزایر تنب و ابوموسی به ایران- آذر ۱۳۵۰/۱۹۷۱.

اکنون مالکیت جزیره ابوموسی به همراه جزایر تنب در دست ایران است. با خروج نیروهای انگلیسی بر اساس قطعنامه‌های سازمان ملل برای استعمارزدایی سرزمین‌های استعماری باید به کشور مادر برمی‌گشت و به هنگام اعمال مجدد حاکمیت ایران بر این جزیره، سه نفر از افراد نیروی دریایی شاهنشاهی ایران، با شلیک غیرمنتظره نگهبانان عرب محلی، کشته شدند.
در هنگام بازپس‌گیری جزایر سه‌گانه پس از ۶۸ سال اشغال توسط بریتانیا و ورود ارتش ایران به تنب بزرگ، در حالی که نیروهای ایران بدون سلاح و بدون حالت جنگی به سمت پاسگاه پلیس رفته تا شرطه‌ها تسلیم شوند، به یک باره با تیراندازی یک مسلسل، سه تن به نام‌های سروان رضا سوزن چی، مهناوی یکم حبیب‌الله کهریزی و ناوی وظیفه آیت‌الله خانی در پی شلیک نیروهای انتظامی رأس‌الخیمه کشته شدند و «علی قربان روزبهانی» زخمی شد.
در نتیجه نیروهای ایرانی به مقابله پرداخته و یک پلیس پاسگاه نیز کشته شد و دیگر نیروهای عرب تسلیم شدند. به احتمال فراوان دلیل اصلی درگیری در تنب بزرگ، ناآگاهی تعمدی پلیس محلی از موضوع بود که حاکم رأس‌الخیمه می‌بایست به آنان خبر می‌داد.

## وضعیت مسکونی
در قسمت‌های نیمروز شرقی این جزیره شهر تنب بزرگ واقع شده است. شهر محل اقامت خانواده‌های نظامیان ایرانی و کارکنان ادارات دولتی مانند بیمارستان، برق، آب، بخشداری و.. مستقر است. هم چنین در این شهر بخش‌های تجاری و فروشگاه نیز وجود دارد. این جزیره دارای موج شکن، فرودگاه و اسکله نسبتاً بزرگی است. در این جزیره یگان‌هایی از ارتش ایران و سپاه پاسداران حضور دارند. در این جزیره، معدن خاک سرخ نیز وجود دارد.